# Grimma

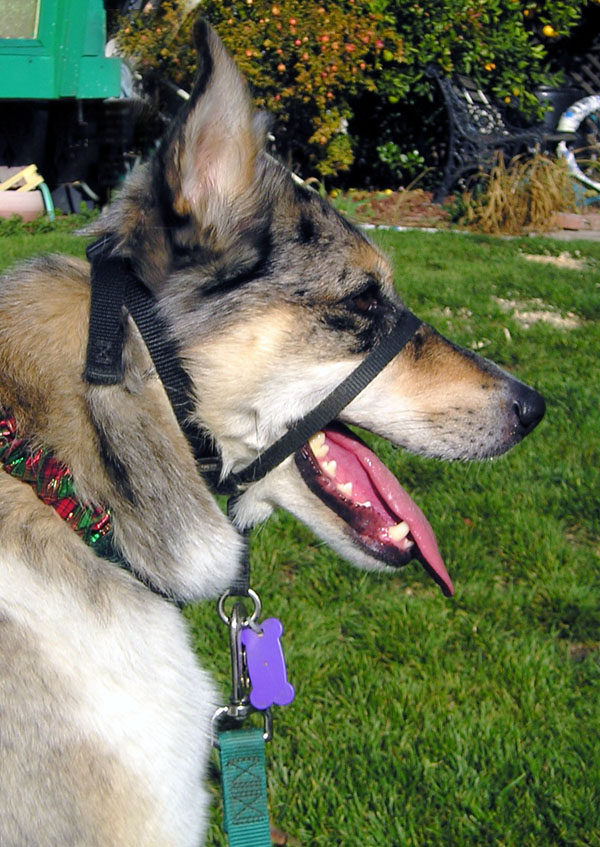
Hund med grimma.

Grimma (fornnordiska: gríma) är ett ord som i grunden avser bland annat ansiktsmask, visir och dylikt (från en rot kring ”streck i ansiktet”) men som i modern tid främst avser ansiktsinrättningar med olika funktioner som anbringas runt ansikten på djur eller människor.

## Etymologi
Grimma kommer av fornsvenska grima som i sig härleds från fornnordiska gríma med bredare betydelse. Det avsåg bland annat ”nosgrimma och dito” i modern betydelse, men även ”ansiktsmask, visir, stundom hjälm” samt bildligt ”förklädnad, fördöljelse, mask (fysionomisk)” med mera. Ett av Odens binamn var Grímr (arkaiserat: Grim): ”den maskerade, fördolde, förklädde”, då en av Odens specialiteter är att göra sig fördold för andra. Även Jarngrímr förekommer: ”Järngrimman”, möjligen figurativt menat, typ ”stela ansiktet”. Ordet förekom även i fornsaxiska, anglosaxiska och fornfrisiska som grīma samt fornhögtyska som grīmo med mera, härstammande från en urgermansk *grīmō i samma eller liknande betydelse.
Ordet härstammar från en europeisk rot som ungefär betyder ”streck i ansiktet” (”strimmigt ansikte, veckstrimmigt (skrynklat, rynkigt) ansikte, förställt ansikte” etc), där även svenska grimma har haft bygdemålbetydelsen ”smutsstreck i ansiktet” och liknande. Det är besläktat med grimas (via franska: grimace, ”förställt ansikte”), grimmel (”smutsränder i ansiktet”), adjektiven grimmad, grimmig och grimlig (”smutsstrimmig i ansiktet”), och verbet grimera (”måla skrynklor eller andra drag i ansiktet”, via franska: grimer, i sig från medelfranska: grime, ”grimma”). Andra möjliga besläktade ord är gram (”vred, bitterhet, förskräckelse”), gramse (”förargad, förbittrad, bedrövad”), gräma (”vålla, uppväcka, hålla gram”) samt grym (”förskräcklig, vredesfylld”) som alla förknippas med ”förställda (arga, förtvivlade) ansikten”.
Roten förekommer möjligen i klassisk grekiska verbet χρίω (khrī́ō), ”bestryka, smörja” (såsom att måla strimmor eller smörja hudvård mot rynkor). Besläktat är även engelska: grime (”smuts, sot, flott”) och italienska: grimo (”rynkig, skrumpen”).

## Maskvisir

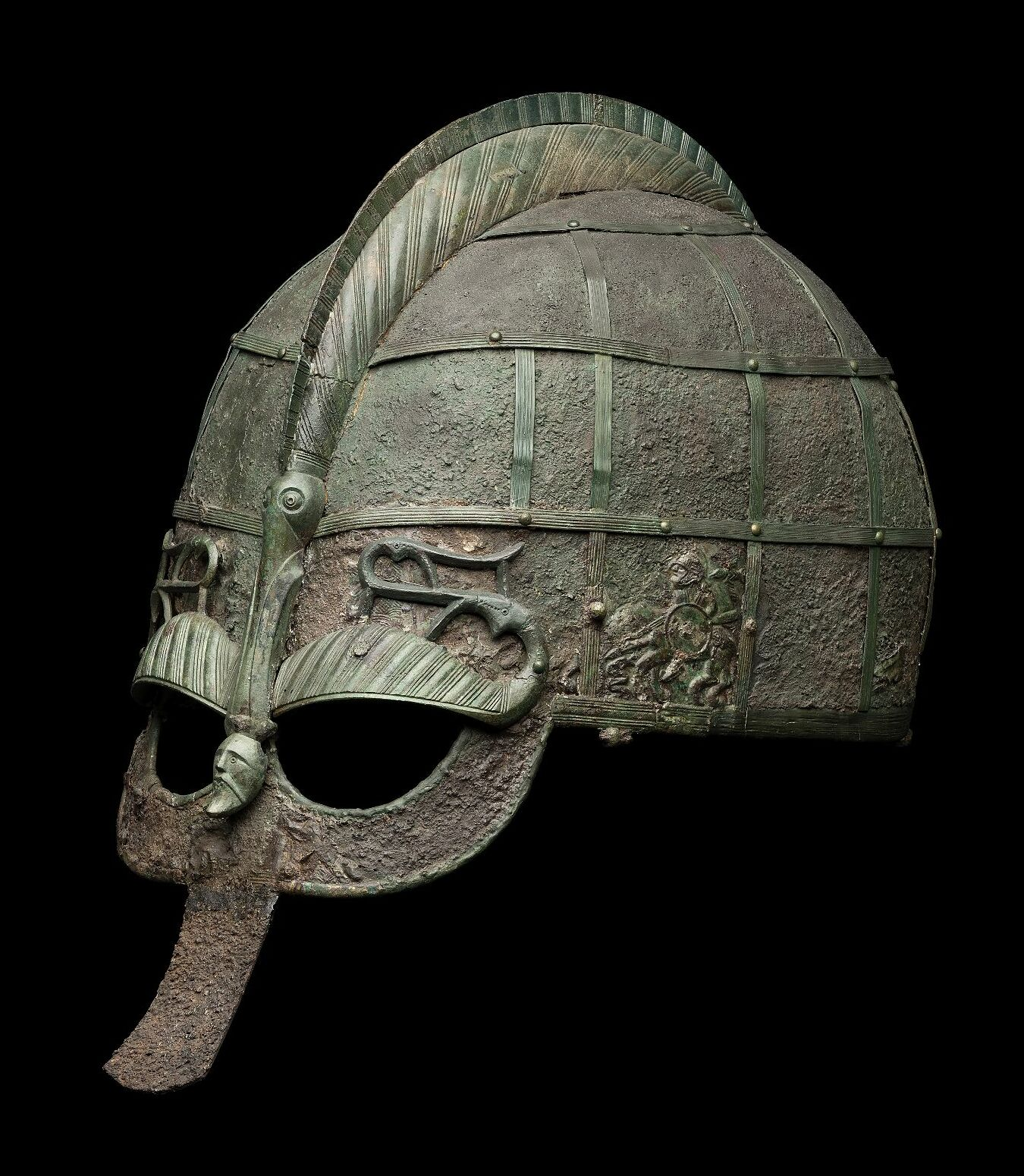
Samma typ av hjälm som beskrivs i Beowulfkvädet, med visir (”grimma”), hjälmkam och djurfigurer ovan kindskenorna på var brynände. På sidan syns en hjälmplåt dekorerad med häst och ryttare.

I det fornengelska Beowulfkvädet, som huvudsakligen handlar om svenska vendeltida elitkrigare, används grimma (fornengelska: grima) för att beskriva visiret hos dåtidens hjälmar samt hjälmarna i helhet genom sammansättningar, såsom: beadogrima (”bödgrimma/kampgrimma”), heregrima (”härgrimma”) samt grimhelm (”grimhjälm”).
Ytterligare beskrivning av hjälmarna indikerar att de hör till samma konstruktion som de samtida prakthjälmar som funnits i Valsgärde och Vendel med mera, vars visir (”grimma”) i grunden utgörs av tre fastlänkade järnskenor, två som kindskydd och ett som nässkydd.
| Beowulf rad: 301–306                                                                                 | |
| Eoforlic scionon ofer hleorbergan gehroden golde, fah ond fyrheard, ferhwearde heold guþmod grimmon. | ”Guldbesmyckade vildgaltsformer sken över kindskydden, präglade och anlöpta, höll de stridssinnade grimmorna livvakan.” |

| Beowulf rad: 1029–1034 | |
| Ymb þæs helmes hrof heafodbeorge wirum bewunden wala utan heold, þæt him fela laf frecne ne meahton scurheard sceþðan, þonne scyldfreca ongean gramum gangan scolde. | ”Över hjässan på dessa hjälmars huvudborg gick en vajerlindad kam, ett flerfaldigt testamente till våda eller gagnad stridsskada, då stridande skola kämpa mot fiender med skölden emot.” |

## Ansiktsinrättningar hos djur

### Nosgrimma
Nosgrimma kallas typen av grimma som avses att anbringas på ett mindre djur bland annat för att hindra det att bita och skälla. Den vanligaste typen är ett remtyg av läder, textil eller polyester som fästs runt djurets huvud och nos.
I ett hästbetsel är nosgrimman en rem vars huvudfunktion att förhindra att hästen undandrar sig bettets inverkan genom att gapa.

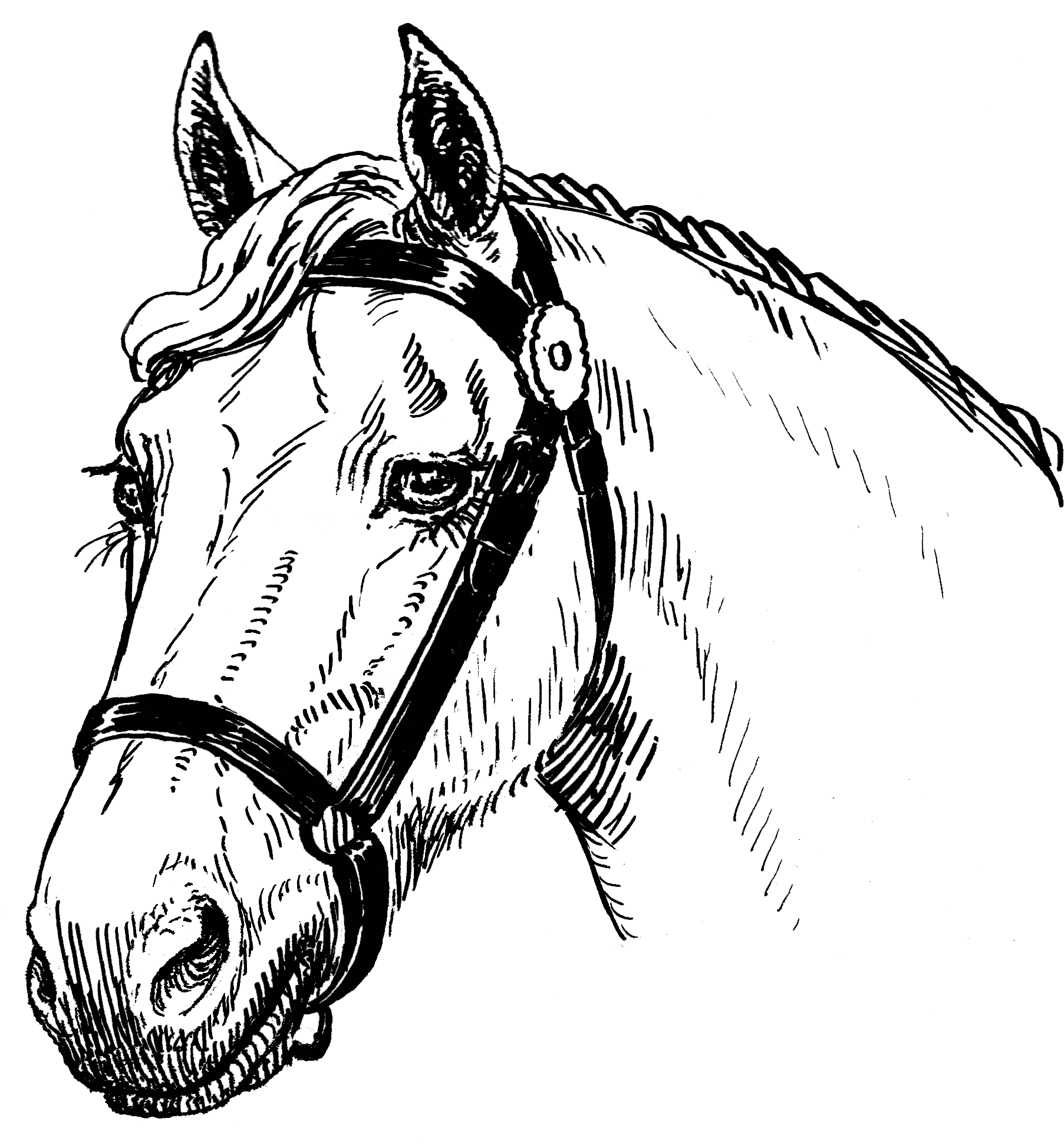
Grimma för att leda och binda en häst.

### Grimma för att leda och binda djur
Grimma med därvid fäst ”grimskaft” används till att leda och binda djur.  Dialektalt brukas 'grimskaft' i betydelsen ”grimskaft med tillhörande grimma”.  Grimman är ett remtyg som anbringas runt ett större tamdjurs huvud, till exempel häst, ko, lamadjur.   Grimskaftet som är en järnkedja, läderrem eller ett rep fästs i en metallring under munnen.
Liknande finns även ”tjuder”, ett längre rep eller kedja fäst i en grimma, som används för att kunna fastgöra arbetsdjur, särskilt häst eller nötkreatur, på bete vid en i marken nedslagen påle i avsikt att inskränka djurets rörelsefrihet

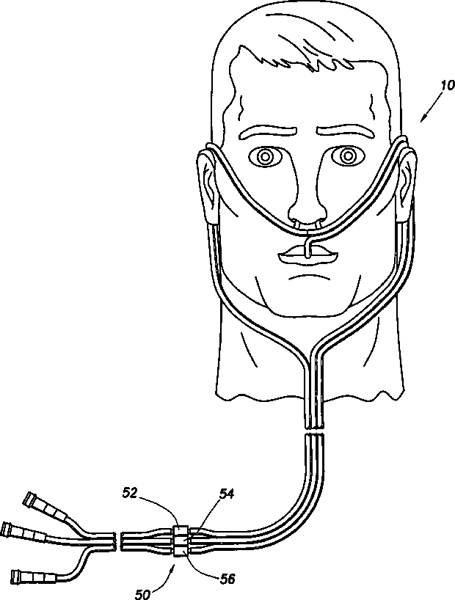
Näsgrimma i sjukvården.

## Näsgrimma
Näsgrimma är en typ av grimma inom sjukvården som leder slangar med syrgastillförsel till användarens näsa.